# Tom Bell
Thomas George (Tom) Bell (Liverpool, 2 augustus 1933 – Brighton, 4 oktober 2006) was een Engelse acteur op toneel, bij film en televisie. Met zijn donkere haren en apart uiterlijk speelde hij vaak sinistere rollen in zijn loopbaan.

## Biografie
Bell werd op 2 augustus 1933 geboren in een arme familie in Liverpool. Toen de Tweede Wereldoorlog uitbrak werd hij naar Morecambe geëvacueerd, waar hij bij drie verschillende gezinnen heeft gewoond. Op 15-jarige leeftijd begon Bell met acteren op zijn school, de Euston Road Secondary Modern in Morecambe. Na zijn schooltijd werkte hij bij het Civic Theatre in Bradford, en later bij repertoiretoneel in Liverpool en Dublin.
In 1978 werd hij wereldwijd bekend met zijn rol als Adolf Eichmann in de met een Emmy Award bekroonde miniserie Holocaust.
Rond 1990 speelde hij in de films Wish You Were Here, The Krays en Peter Greenaway's Prospero's Books, en in 1999 in Swing.
Bell werd vooral bekend door zijn rol als de vrouwenhatende Detective Sergeant Bill Otley tegenover zijn hoofdinspecteur Jane Tennison (een rol van Helen Mirren) in de eerste en derde miniserie van Prime Suspect (in 1991 en 1993). Voor zijn optreden in 1991 werd hij genomineerd voor een BAFTA Award.
In 2006 keerde hij nog een keer terug in de zevende en laatste Prime Suspect-miniserie: Prime Suspect: The Final Act. Zijn slechte toestand was hierin al zichtbaar. Het was een van zijn laatste optredens; nog voor de uitzendingen overleed hij op 4 oktober 2006 in een hospitaal in Brighton, op 73-jarige leeftijd.
Bell was van 1960 tot 1976 gehuwd met actrice Lois Daine, met wie hij een zoon kreeg, de acteur Aran Bell. Daarna had hij tot zijn overlijden een relatie met kostuumontwerper Frances Tempest, met wie hij een stiefdochter en een dochter had.

## Filmografie (selectie)
- No Trams to Lime Street (televisiefilm uit de anthologieserie Armchair Theatre, 1959) – Cass Cassidy
- The Criminal (1960) – Flynn
- Payroll (1961) – Blackie
- The Kitchen (1961) – Paul
- Echo of Barbara (1961) – Ben
- H.M.S. Defiant (1962) – Evans
- A Prize of Arms (1962) – Fenner
- The L-Shaped Room (1962) – Toby
- Sands of Beersheba (1964) – Dan
- Ballad in Blue (1965) – Steve Collins
- He Who Rides a Tiger (1965) – Peter Rayston
- The Violent Enemy (1967) – Sean Rogan
- The Long Day's Dying (1968) – Tom Cooper
- In Enemy Country (1968) – Ian
- Lock Up Your Daughters! (1969) – Shaftoe
- All the Right Noises (1971) – Len Lewin
- Quest for Love (1971) – Colin Trafford
- Straight On till Morning (1972) – Jimmy Lindsay
- Hedda Gabler (televisiefilm uit de anthologieserie Play of the Month, 1972) – Eilert Lovborg
- The Protectors (televisieserie) – Shadbolt (afl. "Shadbolt", 1974)
- Royal Flash (1975) – De Gautet
- The Sailor's Return (1978) – William Targett
- Holocaust (miniserie in 4 delen, 1978) – Adolf Eichmann
- Out (televisieserie, 6 afl., 1978) – Frank Ross
- Sons and Lovers (miniserie in 7 delen, 1981) – Walter Morel
- King's Royal (televisieserie) – Fergus King (12 afl., 1982–1983)
- Reilly: Ace of Spies (miniserie) – Dzerzhinsky (6 afl., 1983)
- Summer Lightning (1984) – Mr. Clark
- The Innocent (1985) – Frank Dobson
- The Magic Toyshop (1987) – Uncle Philip
- Wish You Were Here (1987) – Eric
- Resurrected (1989) – Mr. Deakin
- The Krays (1990) – Jack 'The Hat' McVitie
- Chancer (televisieserie) – John Love (3 afl., 1990)
- Prospero's Books (1991) – Antonio
- Let Him Have It (1991) – Fairfax
- Prime Suspect (miniserie in 2 delen, 1991) – D.S. Bill Otley
- Hope It Rains (televisieserie, 13 afl., 1991–1992) – Harry Nash
- Angels (televisiefilm, 1992) – Michael
- Seconds Out (televisiefilm uit de anthologieserie Screen One, 1992) – Jack
- The Young Indiana Jones Chronicles (televisieserie) – kolonel Paul von Lettow-Vorbeck (afl. "Young Indiana Jones and the Phantom Train of Doom", 1993)
- Prime Suspect 3 (miniserie in 2 delen, 1993) – D.S. Bill Otley
- Feast of July (1995) – Ben Wainwright
- Preaching to the Perverted (1997) – Henry Harding MP
- Swept from the Sea (1997) – Isaac Foster
- The Boxer (1997) – vader van Joe MaGuire (cameo)
- Swing (1999) – Sid Luxford
- Dalziel and Pascoe (televisieserie) – Oliver Fisher (afl. "Recalled to Life", 1999)
- The Last Minute (2001) – Grimshanks
- Lava (2001) – Eric
- My Kingdom (2001) – Quick
- Long Time Dead (2002) – Becker
- Oh Marbella! (2003) – Ronnie, Ackerman
- Devil's Gate (2003) – Jake
- Dead Man's Cards (2006) – Billy the Cowboy
- Ancient Rome: The Rise and Fall of an Empire (miniserie, 2006) – Nasica (afl. "Revolution")
- Prime Suspect 7: The Final Act (miniserie in 2 delen, 2006) – D.S. Bill Otley
- Blue Murder (televisieserie) – Vinny McAteer (afl. "The Spartacus Thing", 2006)
- Love Me Still (2008) – Lenny Ronson